# Glypta nederlandica
Glypta nederlandica là một loài tò vò trong họ Ichneumonidae.